# Giorgio La Pira
Giorgio La Pira (Pozzallo, 9 de janeiro de 1904 — 5 de novembro de 1977) foi um ativista católico e político italiano. A Igreja Católica  atribuiu-lhe o título de venerável.

## Biografia
Nascido na Sicília, foi o primogénito de uma família humilde. Foi com grande sacrifício e esforço que se licenciou em Direito em 1922. Transferindo-se para Florença, ali se doutorou em 1926 e foi professor até 1939. Com uma intensa actividade granjeou prestígio académico a nível nacional e internacional. A par da sua actividade profissional, empenha-se profundamente no movimento da Acção Católica, organismo da Igreja Católica de forte pendor social, tendo colaborado em diversos jornais e revistas. Em 1925 tornou-se membro da então Ordem Terceira de São Domingos, organismo laical da Ordem dos Pregadores, vivendo quotidianamente e intensamente uma profunda religiosidade que lhe foi sempre reconhecida como inspiradora da sua actividade política.
Tornou-se membro do Instituto Secular dos Missionários da Realeza de Cristo em 1928 e foi, ao longo da sua vida  um activo elemento e dirigente das Conferências de São Vicente Paulo.

### Jornalista
Perto do início da Guerra, em 1939 funda e dirige a revista Principi, na qual, e em pleno regime fascista, defende uma visão democrática e cristã da vida e  do sistema político. O regime totalitário de Mussolini manda encerrar a revista. Entre 15 de Julho e 18 de Setembro de 1943 dirige o jornal clandestino San Marco. A 23 de Setembro consegue escapar da polícia secreta que pretendia detê-lo. Refugiado em Roma, em 1944, no Ateneu Lateranese – uma sua iniciativa a partir do Instituto Católico de Actividade Social, dá várias conferências, com grande sucesso. No ano seguinte, tais conferências foram publicadas sob o título de Le premesse della politica. Libertada a cidade de Florença, a 11 de Agosto de 1944, La Pira volta a ensinar na universidade e colabora com o diário do Comité de Libertação Nacional da região da Toscana, Lavoro del popolo (o Trabalho do Povo). Aprofundou o seu pensamento através de uma maior contacto com a cultura católica de inspiração francesa, e em simultâneo, estudou os temas económicos, particularmente ligados à escola anglo-saxónica. Defende o direito universal ao trabalho e o acesso generalizado à propriedade. Fruto destas suas reflexões publica vários volumes dedicados a esses temas.

### Político
Em 1946 foi eleito à Assembleia constituinte. Em 1947, juntamente com outros intelectuais cria a Cronache sociali (crónica social), revista que teve forte influência na presença cristã no difícil processo de renascimento da democracia em Itália. Na Assembleia Constituinte teve uma importante papel, como especialista em direito e na defesa de princípios sociais e políticos que vieram a nortear a nova República italiana.
Em 1948 foi nomeado sub-secretário de Estado do Trabalho. Em 1950 escreve um famoso artigo no qual defende que a sociedade se pode organizar de forma a que todos tenham trabalho e habitação.
Em 1951 intervém directamente junto do ditador José Estaline, da URSS, em favor da paz na Coreia. A 6 de Julho é eleito chefe do governo municipal de Florença, tendo exercido o mandato entre 1951-58 e novamente entre 1961-65, tendo ainda sido deputado ao Parlamento em 59-60. A sua obra, como autarca é notável, quanto a modernização administrativa e realizou extraordinárias iniciativas políticas e sociais. Sob a sua administração reconstruiu diversas pontes, monumentos e bairros da cidade histórica, criou o sistema de bairros periféricos para as classes trabalhadoras, dinamizou a rede escolar e artística. Defendeu sempre as classes operárias, incluindo as famosas lutas em favor da ocupação de edifícios abandonados, por parte de famílias carenciadas.
Em 1952, em plena Guerra Fria, organizou o primeiro Congresso Internacional para a paz e civilização cristã. A partir dessa iniciativa levou por diante um ambicioso projecto de promoção de contactos sistemáticos entre políticos de todas as tendências e países. Em 1955, os autarcas das principais cidades do mundo assinaram na Câmara Municipal de Florença um Pacto de Amizade. Ainda em 1958, teve lugar em Florença um Colóquio Mediterrânico no qual participaram representantes árabes e israelitas. Em 1959, La Pira, convidado a ir a Moscovo, discursa diante do Soviete Supremo em defesa da distensão e do desarmamento. Provoca um choque aos membros da cúpula soviética ao defender que “tal como retiraram o cadáver embalsamado de Lenin do Mausoléu do Kremlin, também deverão retirar o ateísmo dos vossos corações. É uma ideologia que pertence ao passado e está irremediavelmente ultrapassada».
Em 1965 encontra-se com o líder vietnamita comunista Ho-Chi-Min ao qual apresenta uma série de propostas para a paz, que, se não fossem velhas desconfianças por parte de alguns líderes ocidentais, poderiam ter antecipado em dez anos a paz naquele país.
Realizou ainda outras diversas iniciativas, como sejam a geminação da cidade de Florença, com Filadélfia, Kiev, Fez e Reims a promoção do Comité Internacional para a pesquisa espacial, congressos sobre o desarmamento e a importância do Terceiro Mundo, o lançamento da ideia, anos mais tarde concretizada de uma Universidade Europeia, a qual veio a ficar sedeada em Florença em sua homenagem.

### Homem de Paz
Em 1966 inicia a sua retirada da vida pública, mas continua a manter contactos internacionais enquanto presidente da Federação Internacional das Cidades Unidas. Nessa qualidade, está presente nos trabalhos preparatórios da Conferência de Helsínquia. Em 1967 consegue juntar o presidente do Egipto, Gamal Abdel Nasser, com vários intelectuais israelitas a fim de os motivar a colaborar na paz tendo em consideração os dois grandes grupos da humanidade descendentes comuns de Abraão. Prossegue ainda uma intensa actividade de conferências e de escrita, publicando regularmente em diversos jornais e revistas sobre as mais diversas temáticas sociais, religiosas e políticas.
Por grande insistência do seu partido (Democracia Cristã), foi candidato e novamente eleito para o Parlamento em 1976. Mas vem a falecer no dia 5 de Novembro de 1977 no convento dominicano de São Marcos, onde viveu longos anos em profunda pobreza e simplicidade. Na sua tumba está inscrita a palavra «Paz», em língua árabe e em língua hebraica.
Em 1986 o cardeal-arcebispo de Florença dom Silvano Piovanelli abre solenemente o processo com vista à sua beatificação, o qual veio a ser concluído e entregue no Vaticano em Abril de 2005. Em 5 de julho de 2018 o papa Francisco autorizou o decreto no qual se reconhece a prática das virtudes heroicas de Giorgio la Pira declarando-lhe venerável.

## Publicações
- La successione ereditaria intestata e contro il testamento in diritto romano, Florença, Vallecchi, 1930.
- L'anima di un apostolo. Vita interiore di Ludovico Necchi, Milano, Vita e Pensiero, 1932.
- La nostra vocazione sociale, Roma, AVE, 1945.
- La vita interiore di Luigi Moresco, Roma, AVE, 1945.
- Premesse della politica, Florença, Libreria Editrice Fiorentina, 1945.
- Il valore della persona umana, Milão, Istituto di Propaganda Libraria, 1947.
- Architettura di uno Stato democratico, Roma, Edizione Servire, 1948.
- Istituzioni di Diritto Romano, Florença, Editrice Universitaria, 1948 (litografato).
- L'attesa della povera gente, Florença, Libreria Editrice Fiorentina, 1951.
- Per un'architettura cristiana dello Stato, Florença, Libreria Editrice Fiorentina, 1954.
- Principi, a cura di Angelo Scivoletto, Florença, Philosophia, 1955.
- Così in terra come in cielo, Milano, O.R., 1970.
- Unità, disarmo e pace, prefácio de dom Helder, Florença, Cultura, 1971.
- La genesi del sistema nella giurisprudenza romana, Florença, Setti, 1972.
- Principi, ristampa fotostatica con prefazione di Giorgio La Pira, Florença, Libreria Editrice Fiorentina, 1974.